# Салино (Терамо)
Салино (итал. Salino) је насеље у Италији у округу Терамо, региону Абруцо.
Према процени из 2011. у насељу је живело 1106 становника. Насеље се налази на надморској висини од 27 м.